# Contea di Fayette (Kentucky)
La contea di Fayette (in inglese Fayette County) è una contea dello Stato USA del Kentucky. Il nome le è stato dato in onore al marchese de La Fayette, che aiutò il generale George Washington nella guerra d'indipendenza americana. Al censimento del 2000 la popolazione era di 260 512 abitanti. Il suo unico comune è Lexington.

## Geografia fisica
L'U.S. Census Bureau certifica che l'estensione della contea è di 739 km², di cui 737 km² composti da terra e i rimanenti 2 km² composti di acqua.

## Infrastrutture e trasporti

### Strade
- Interstate 64
- Interstate 75
- U.S. Highway 25
- U.S. Highway 27
- U.S. Highway 60
- U.S. Highway 62
- U.S. Highway 68
- U.S. Highway 421

## Contee confinanti
- Contea di Scott, Kentucky - nord
- Contea di Bourbon, Kentucky - nord-est
- Contea di Clark, Kentucky - est
- Contea di Madison, Kentucky - sud
- Contea di Jessamine, Kentucky - sud
- Contea di Woodford, Kentucky - ovest

## Storia
La Contea di Fayette venne costituita nel 1780.

## Città
- Lexington